# Карел Кутлвашр
Карел Кутлвашр (27 січня 1895, Міхаловіце — 2 жовтня 1961, Прага) — чехословацький легіонер, генерал, який командував Празьким повстанням, а після лютого 1948 року став жертвою політичних переслідувань з боку комуністичного режиму.

## Біографія
Карел Кутлвашр (оригінальне німецьке написання прізвища — Kuttelwascher) народився 27 січня 1895 року в Міхаловіце поблизу Гавлічкового Броду шостою дитиною в родині фермера Йозефа Кутлвашра. У 1911 році він закінчив дворічну бізнес-школу в місті Немецке-Брод. Спочатку він працював у компанії Jenč у Гумполці. Пізніше працював у Києві співробітником фірми «Фільварт і Дєдіна», яка експортувала сільськогосподарські машини до царської Росії.
У серпні 1914 року він був одним із перших, хто записався до Чеської дружини, першого з підрозділів майбутніх чехословацьких легіонів на російському фронті. Як розвідник брав участь у ряді важливих боїв. За героїзм у боях неодноразово нагороджувався. Після бою під Зборовом, у якому був поранений, був призначений командиром батальйону та помічником командувача 1-ї чехословацької армії стрілецького полку полковника Йозефа Їржи Швеця. Разом з ним брав участь у підкоренні Казані 6–7 ст. серпня 1918 р., де командував легіонерським кавалерійським підрозділом. Після його смерті він став тимчасовим командиром полку. 25 лютого 1919 року міністр військових справ Мілан Растислав Штефанік присвоїв йому звання підполковника. Згодом був призначений остаточним командиром 1-го полку. У Росії він познайомився з Єлизаветою Яковлевою (1899-1980), з якою згодом одружився.
Повернувся до Чехословаччини в 1920 році, де отримав звання полковника в 1923 році, потім служив командиром 1-го піхотного полку в Чеських Будейовицях. У 1923—1931 роках командував 2-ю піхотною бригадою в Хомутові. У 1928 році отримав звання бригадного генерала. Таким чином, у віці 33 років він став одним із наймолодших генералів чехословацької армії і поступово обіймав ряд командних і викладацьких посад. Між 1934 і 1939 роками він командував 4-ю піхотною дивізією в Градець-Кралове, а під час мобілізації у вересні 1938 року він прийняв командування 35-м прикордонним районом зі штабом у Вамберку.
Під час окупації був учасником організації опору «Захист нації» . Наприкінці квітня 1945 року, коли наближалося Празьке повстання, генерал Слунечек («Алекс») призначив Бартоша командувачем військового штабу Великої Праги . Під його командування потрапили всі боєздатні чеські частини в районі Праги.
5 травня 1945 року за наказом Слунечка оголосив стан бойової готовності для всіх підлеглих частин. Незабаром після цього видав наказ зайняти будівлю Празького радіо, яку охороняли нацисти. Це стало поштовхом до Празького повстання. Кутлвашр керував боями в Празі до перемоги повсталих. Пізніше, вдень 8 травня, разом з представниками Чеської національної ради він домовився про умови капітуляції німецьких військ у Празі в обмін на їхній вільний прохід через місто для здачі у полон збройним силам західних союзників. Після лютого 1948 р. це, очевидно, стало однією з причин його переслідувань з боку комуністичного режиму, здійснених на вимогу СРСР, який уже влітку 1945 р. почав тиснути на чехів та вимагати його відставки.
Служив військовим комендантом Праги до 28 травня 1945 року, коли став тимчасовим командиром V корпусу в Брно. Однак 31 травня радянський посол Валеріан Зорін надіслав чехословацькому уряду ноту з вимогою відставки Кутлвашра. Причиною став підпис Кутлвашра під угодою, яка дозволяла відхід німецьких військ в американський полон. Кутлвашра відправили у відпустку, під час якої вирішилася його подальша доля.
Після втручання президента Бенеша він повернувся до служби лише в лютому 1946 року, коли почав діяти як командир III корпусу у Пльзені, а після підвищення в званні дивізійного генерала він пізніше служив з 1947 року заступником командувача 3-го військового району знову в Брно.
Невдовзі після лютневого перевороту, вже 8 березня 1948 року, був відправлений у відпустку і переведений на пенсію 1 червня 1948 року. Згодом, 18 грудня 1948 р., він був заарештований. За звинуваченням в участі у сфабрикованій групі опору «Правда перемагає», яка була влаштована з провокації 5-го відділу, на судовому процесі 16 травня 1949 р. Державним судом у Празі засуджений до довічного ув'язнення за зраду з одночасним пониженням звання до рядового у запасі. Був ув'язнений у Мирові та Леопольдові. Тут одним із його товаришів по ув'язненню був Рудольф Туссен, німецький генерал-командувач у Празі в 1945 році та його супротивник у боях під час Празького повстання, а також Йозеф Смрковський, ще один із підписантів угоди про капітуляцію.
У 1960 році, після амністії президента республіки Антоніна Новотного, оголошеної з нагоди прийняття «соціалістичної конституції», був звільнений від відбування покарання. Повернувся з ув'язнення в дуже поганому стані здоров'я.
Після звільнення з в'язниці до самої смерті жив із дружиною у районі Вршовіце міста Прага за адресою: Рибалкова 69. Оскільки йому призначили пенсію за віком у розмірі лише 230 чеських крон на місяць, він спочатку заробляв на життя сторожем у Залі верхової їзди Празького Граду, а потім, коли йому довелося залишити ту роботу — нічним вантажником у Нусельській броварні.
Раптово помер під час медичного обстеження 2 жовтня 1961 року в лікарні Мотол в кабінеті доктора Ендта, батько якого воював поруч з ним у російських легіонах.
У 1968 році Міський суд у Празі скасував усі звинувачення 1948 та 1949 років. Однак повністю його реабілітували лише після повалення комуністичної влади у листопаді 1989 року. Посмертно отримав звання генерала армії та був нагороджений орденом Мілана Растислава Штефаніка.
28 жовтня 2017 року Президент Республіки Мілош Земан посмертно нагородив його орденом Білого Лева військової групи 1-го ступеня за надзвичайні заслуги в галузі оборони та безпеки держави.

## Меморіальні місця
- Меморіальна дошка на місці народження в Міхаловицях[14]
- Бюст і меморіальна дошка на будівлі міської ради округу Прага 4 — Нусле
- Площа генерала Кутлвашра в Празі-Нуслі
- Меморіальна дошка перед будинком, в якому він жив у Хомутові

## Фотогалерея

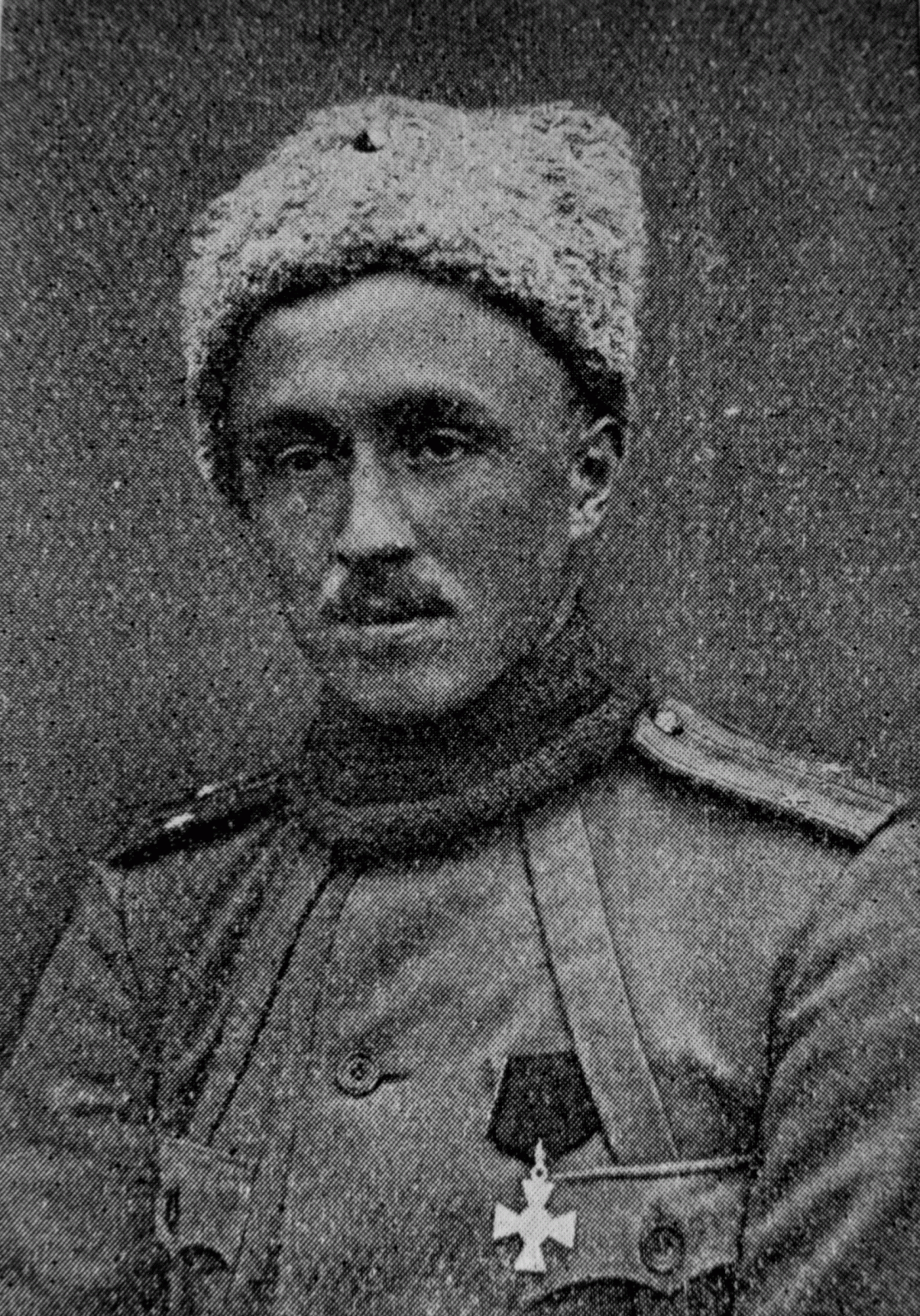
Карел Кутлвашр на російському фронті як підпоручник I полку
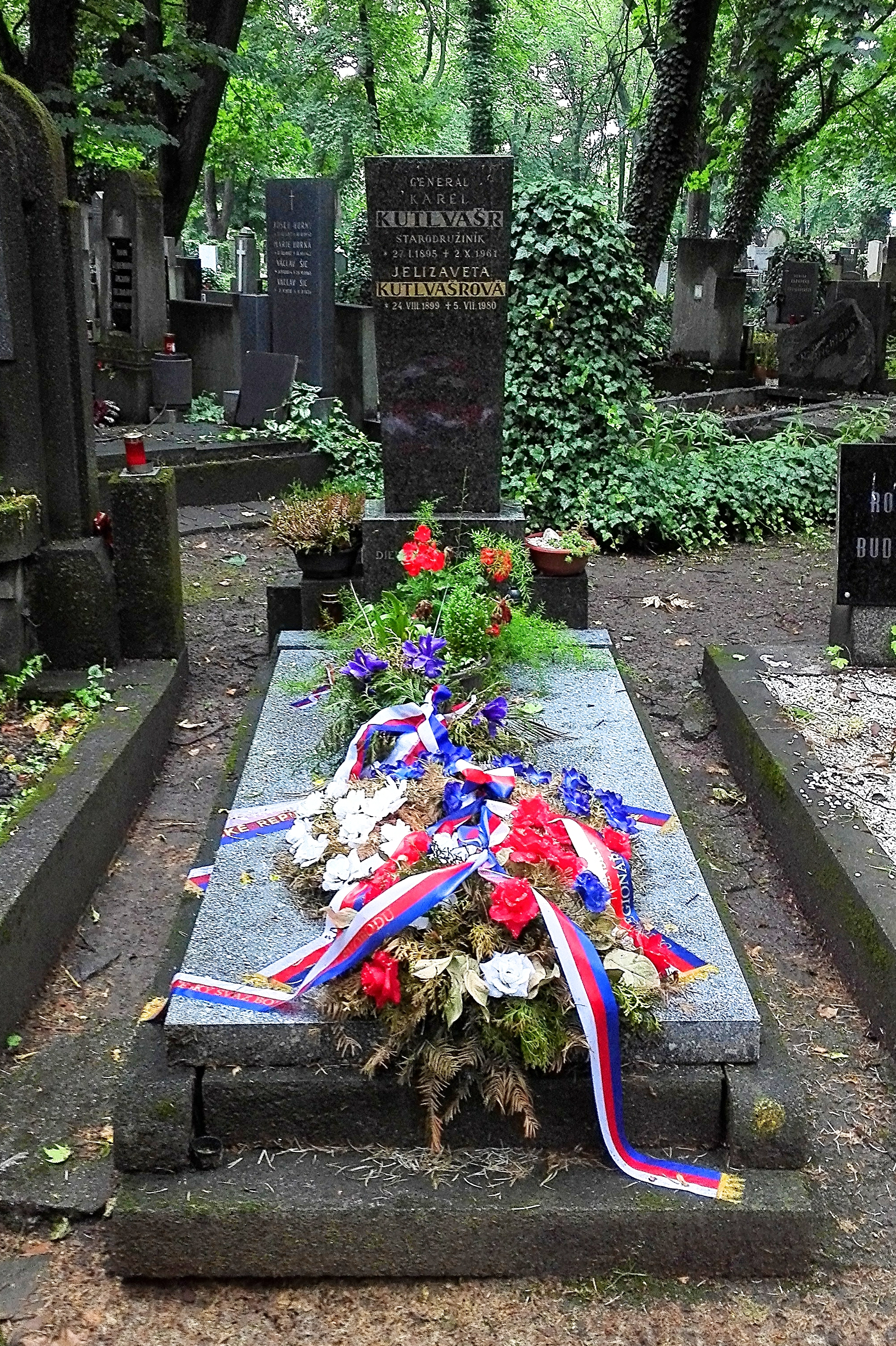
Могила Карела Кутлвашра на Ольшанському цвинтарі у Празі
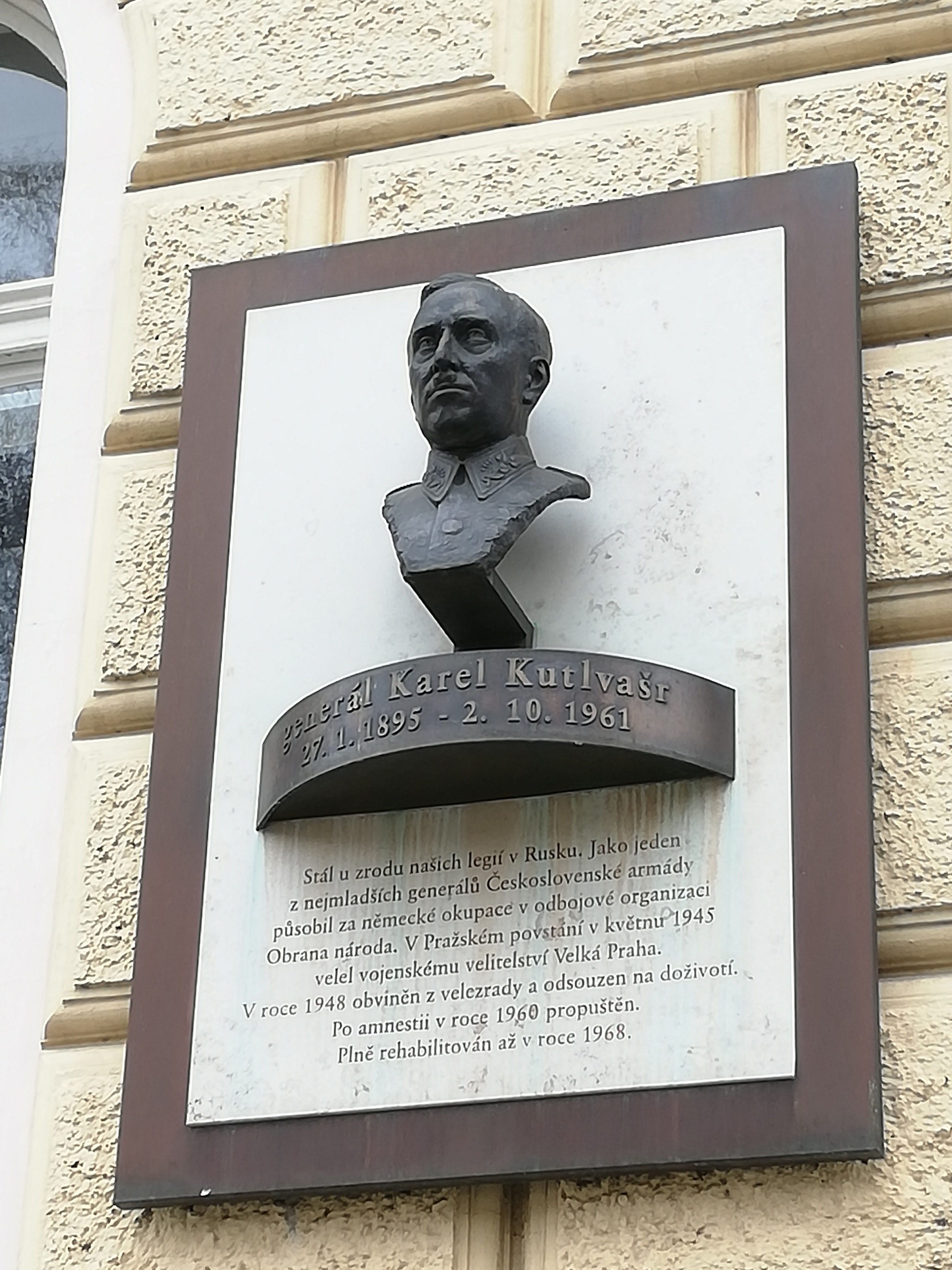
Пам'ятна дошка з бюстом генерала Кулвашра на Площі Генерала Кутлвашра у Нуслі (район м. Прага)
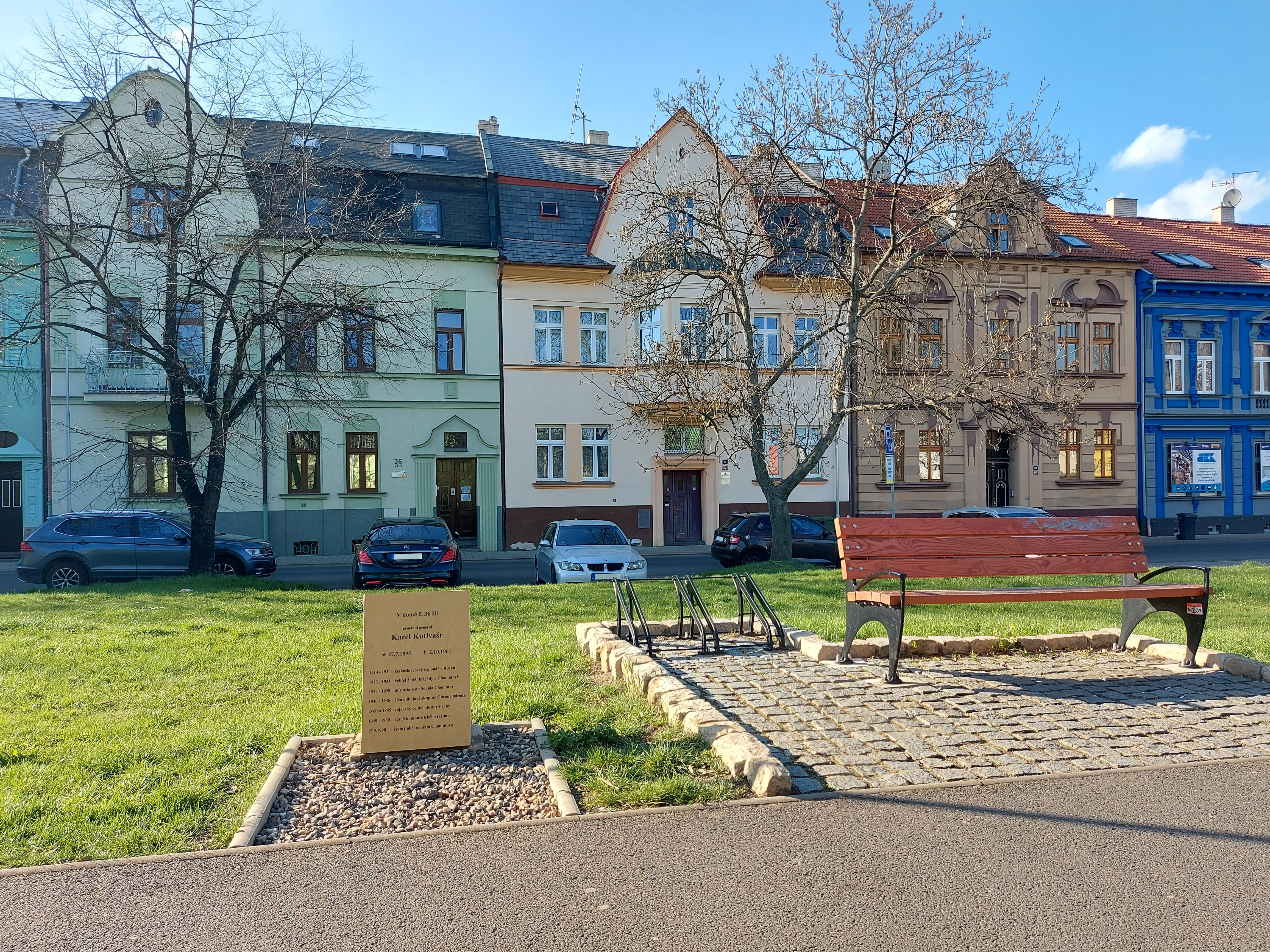
Пам'ятна дошка Карела Кутлвашра у Хомутові

### Зовнішні посилання
- Seznam děl v Souborném katalogu ČR, jejichž autorem nebo tématem je Karel Kutlvašr
- Vojenský historický ústav Praha: In memoriam Karel Kutlvašr
- Článek na valka.cz: Říkali mu bráška «Kultivátor»
- Karel Kutlvašr na stránkách Spolku pro vojenská pietní místa
- Karel Kutlvašr na bojovniciprotitotalite.cz